# Torneo Apertura 2009 (El Salvador)
El Torneo Apertura 2009 es el 23.º torneo corto de la liga mayor de fútbol primera división de El Salvador consagrándose campeón CD Fas, en el torneo se jugaron 18 jornadas de la  temporada regular y los 4 primeros lugares jugaron las semifinales de ida y vuelta (4.º vs 1.º y 3.º vs 2.º), posteriormente se jugaría una final a un partido en el Estadio Cuscatlan.

## Ascenso y descenso
Descendieron Once Municipal y San Salvador FC.
Ascendieron Atlético Balboa y Municipal Limeño.
El cuadro de Atlético Marte compró la categoría a CD Chalatenango.

### Tabla de posiciones
|  |     | Equipos de fútbol    | PJ | G  | E | P  | GF | GC | Dif | Pts |
|  | --- | -------------------- | -- | -- | - | -- | -- | -- | --- | --- |
|  | 1.  | CD FAS (C)           | 18 | 12 | 2 | 4  | 31 | 9  | 22  | 38  |
|  | 2.  | CD Águila (C)        | 18 | 9  | 7 | 2  | 22 | 9  | 13  | 34  |
|  | 3.  | CD L.A. Firpo (C)    | 18 | 8  | 5 | 5  | 24 | 19 | 5   | 29  |
|  | 4.  | CD Vista Hermosa (C) | 18 | 6  | 8 | 4  | 30 | 21 | 9   | 26  |
|  | 5.  | AD Isidro Metapán    | 18 | 7  | 5 | 6  | 21 | 21 | 0   | 26  |
|  | 6.  | CD Atlético Marte    | 18 | 5  | 9 | 4  | 21 | 17 | 4   | 24  |
|  | 7.  | CD Municipal Limeño  | 18 | 4  | 8 | 6  | 18 | 24 | -6  | 20  |
|  | 8.  | Alianza FC           | 18 | 3  | 8 | 7  | 18 | 21 | -3  | 17  |
|  | 9.  | Nejapa FC            | 18 | 3  | 5 | 10 | 16 | 39 | -23 | 14  |
|  | 10. | CD Atlético Balboa   | 18 | 2  | 5 | 11 | 19 | 40 | -21 | 11  |

Pts = Puntos; PJ = Partidos Jugados; G = Partidos Ganados; E = Partidos Empatados; P = Partidos Perdidos; GF = Goles Anotados; GC = Goles Recibidos; Dif = Diferencia de gol
|  | Tres primeros lugares clasificaron a semifinales. |
|  | Juego de desempate.                               |
|  | Descendido a Segunda División de El Salvador.     |

|  | Semifinales   | Semifinales | Semifinales |   |     | Final | Final |  |
|  | 2009          | 2009        | 2009        |   |     | 2009  | 2009  |  |
|  |               |             |             |   |     |       |       |  |
|  |               |             |             |   |     |       |       |  |
|  | FAS           | 2           | 0           |   |     |       |       |  |
|  | FAS           | 2           | 0           |   |     |       |       |  |
|  | Vista Hermosa | 1           | 0           |   |     |       |       |  |
|  | Vista Hermosa | 1           | 0           |   | FAS | 3     |       |  |
|  |               |             |             |   | FAS | 3     |       |  |
|  |               |             | CD Águila   | 2 |     |       |       |  |
|  | CD Águila     | 2           | CD Águila   | 2 | 1   |       |       |  |
|  | CD Águila     | 2           |             |   | 1   |       |       |  |
|  | LA Firpo      | 0           | 0           |   |     |       |       |  |
|  | LA Firpo      | 0           | 0           |   |     |       |       |  |
|  |               |             |             |   |     |       |       |  |

| Diciembre de 2009 - Canal 4 | Vista Hermosa | 1:2 (0:1) | CD Fas |  |  |

| Diciembre de 2009 - Canal 4                             | CD Fas | 0:0 (0:0) | Vista Hermosa |  |  |
| CD Fas avanza a Semifinales por marcador global de 2:1. |        |           |               |  |  |

| Diciembre de 2009 - Canal 4 | LA Firpo | 0:2 (0:1) | CD Águila |  |  |

| Diciembre de 2009 - Canal 4                                | CD Águila | 1:0 (1:0) | LA Firpo |  |  |
| CD Águila avanza a Semifinales por marcador global de 3:0. |           |           |          |  |  |

| Diciembre de 2009 - Canal 4 | CD Fas | 3:2 (1:0) (1:1) (3:2) | CD Águila |  |  |

|                    |
| Campeón 17 Títulos |

- Datos: Q3534520